# 吴嵘
吴嵘（1726年—1754年），字介如，号石斋。海宁人。
吴玫中次子，吴骞之兄。後出嗣其叔吴玫丰为子。弱冠补博士弟子。更加发愤读书，晨夕无间，久之得咯血疾。工书法，学颜真卿、柳公权。早卒，年僅二十九歲。著有《戴记钞》、《藤盖轩杂录》、《石斋遗稿》1卷。有子吴昂驹。